# Twierdzenie Dunforda
Twierdzenie Dunforda – twierdzenie opisujące operatory z przestrzeni L1 do Lp dla p ∈ (1, ∞] jako operatory całkowe. Twierdzenie udowodnione w 1936 przez Nelsona Dunforda. Inny dowód pochodzi od G. Łozanowskiego.

## Twierdzenie
Niech (X, μ) i (Y, ν) będą przestrzeniami z miarą σ-skończoną oraz niech p ∈ (1, ∞]. Jeżeli T: L1(ν) → Lp(μ) jest ograniczonym operatorem liniowym, to
{\displaystyle Tf=\int \limits _{Y}k(x,y)\,f(y)\,\nu ({\rm {d}}y)\qquad (f\in L_{1}(\nu ))}
dla pewnej funkcji
{\displaystyle k\in L_{\infty }(L_{p}(\mu )).}
Ponadto,
{\displaystyle \|T\|=\|k\|_{L_{\infty }(L_{p}(\mu ))}.}
Innymi słowy, każdy operator T: L1(ν) → Lp(μ) ma jądro całkowe.